# Kanton Cönnern
Der Kanton Cönnern war eine Verwaltungseinheit im Distrikt Halle des Departements der Saale im napoleonischen Königreich Westphalen.
Hauptort des Kantons und Sitz des Friedensgerichts war Könnern (damalige Schreibweise: Cönnern) im heutigen Salzlandkreis. Der Kanton umfasste neun Kommunen. Er war bewohnt von 5635 Einwohnern und hatte eine Fläche von 1,86 Quadratmeilen. Er ging aus einem Teil des Saalkreises des Herzogtum Magdeburg und der Exklave Beesedau der vom Königreich Sachsen abgetretenen Grafschaft Barby hervor.
Die zum Kanton gehörigen Ortschaften waren:
- Cönnern
- Mitteledlau und Kirchedlau
- Rothenburg
- Löbnitz an der Linde
- Garsena und Golbitz
- Lependorf mit Trebitz und Bebitz
- Cüstrena und Unter-Peißen
- Neubeesen, Beesen an der Saale, Laublingen
- Mukrena
- Poplitz und Beesedau
- Trebnitz und Möschwitz